# Берчу, Думитру

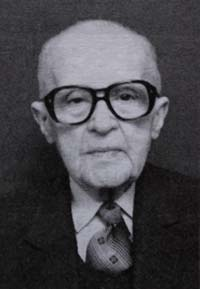
Берчу, Думитру

Думитру Берчу (рум. Dumitru Berciu; 27 января 1907, Бобайца, жудец Мехединци — 1 июля 1998, Бухарест) — румынский историк и археолог, специалист по доисторическому периоду Балкан, почётный член Румынской академии.
Проводил раскопки в центральной Европе, где исследовал поселения кельтов и фракийцев-гетов. В более поздний период занялся также проблемами неолита и энеолита Балкан. Известен своим вкладом в разработку абсолютной хронологии доисторических поселений Балкан (Румынии и Болгарии).

## Сочинения
- Берчу Д. Даки. Древний народ Карпат и Дуная.

## О нём
- Тодорова Х. Каменномедната епоха в България. — София, 1986.